# クリームコーン
クリームコーン（英語: Creamed corn）は、クリーム状の野菜料理の1つで、スイートコーンの粒と、穂軸からこすり落とした未熟なパルプ状の液体部分を組み合わせたものである。アメリカ先住民の料理に由来し、アメリカ合衆国中西部やアメリカ合衆国南部で主に食べられる。フランス系カナダ人のパテシノワ（シェパーズパイに似た料理）にも用いられる。他のスイートコーン製品と違って、一部分がピュレになっており、粒の液体成分が放出されている。

## 加える材料
缶詰のクリームコーンにはクリームは含まれないが、家庭で作るものは牛乳やクリームを混ぜることがある。砂糖やデンプンを加えることもある。市販のものは、増粘剤としてタピオカが添加されることがある。

## ギャラリー

Creamed corn
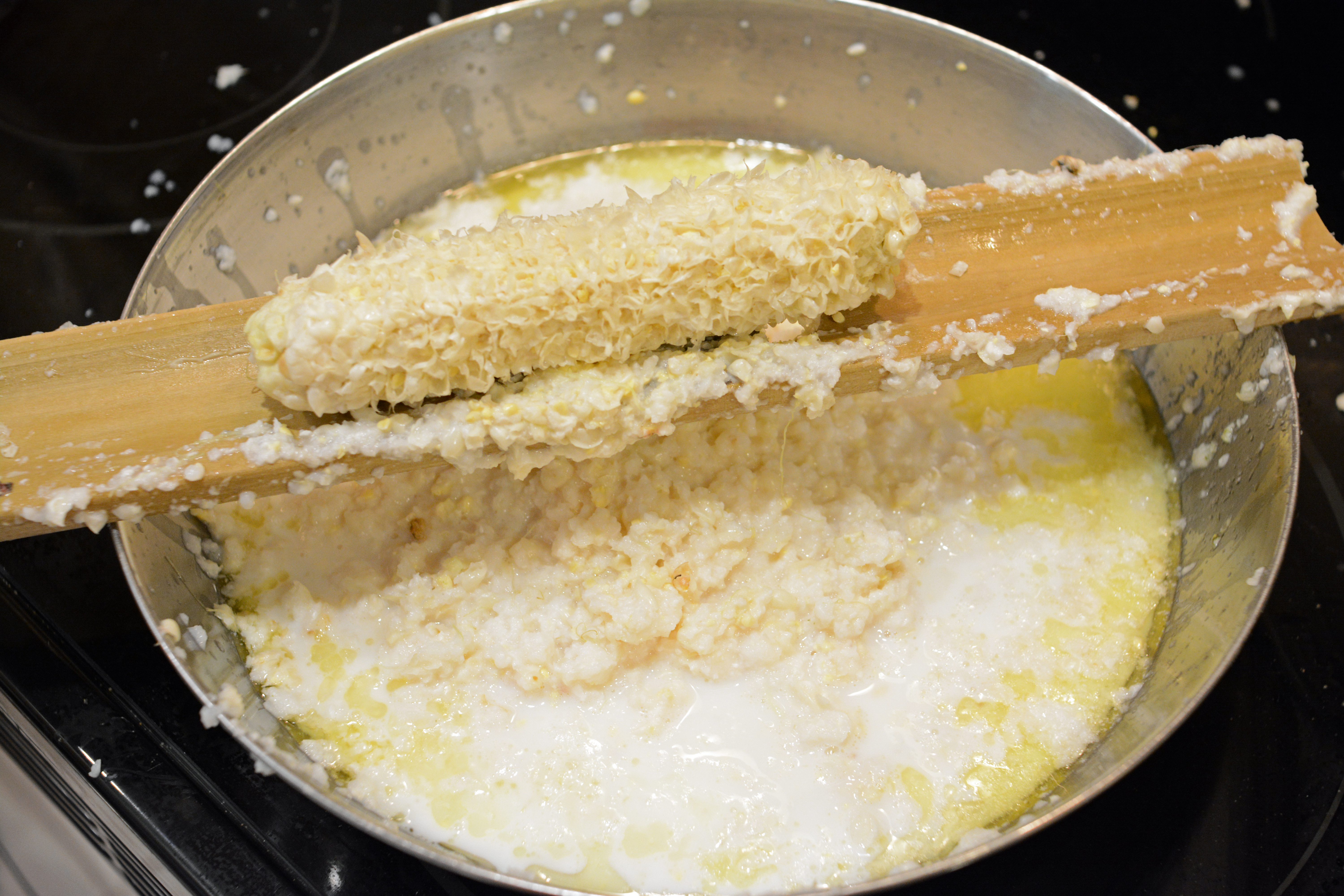
トウモロコシの穂軸からフライパンに粒をそぎ落としている。
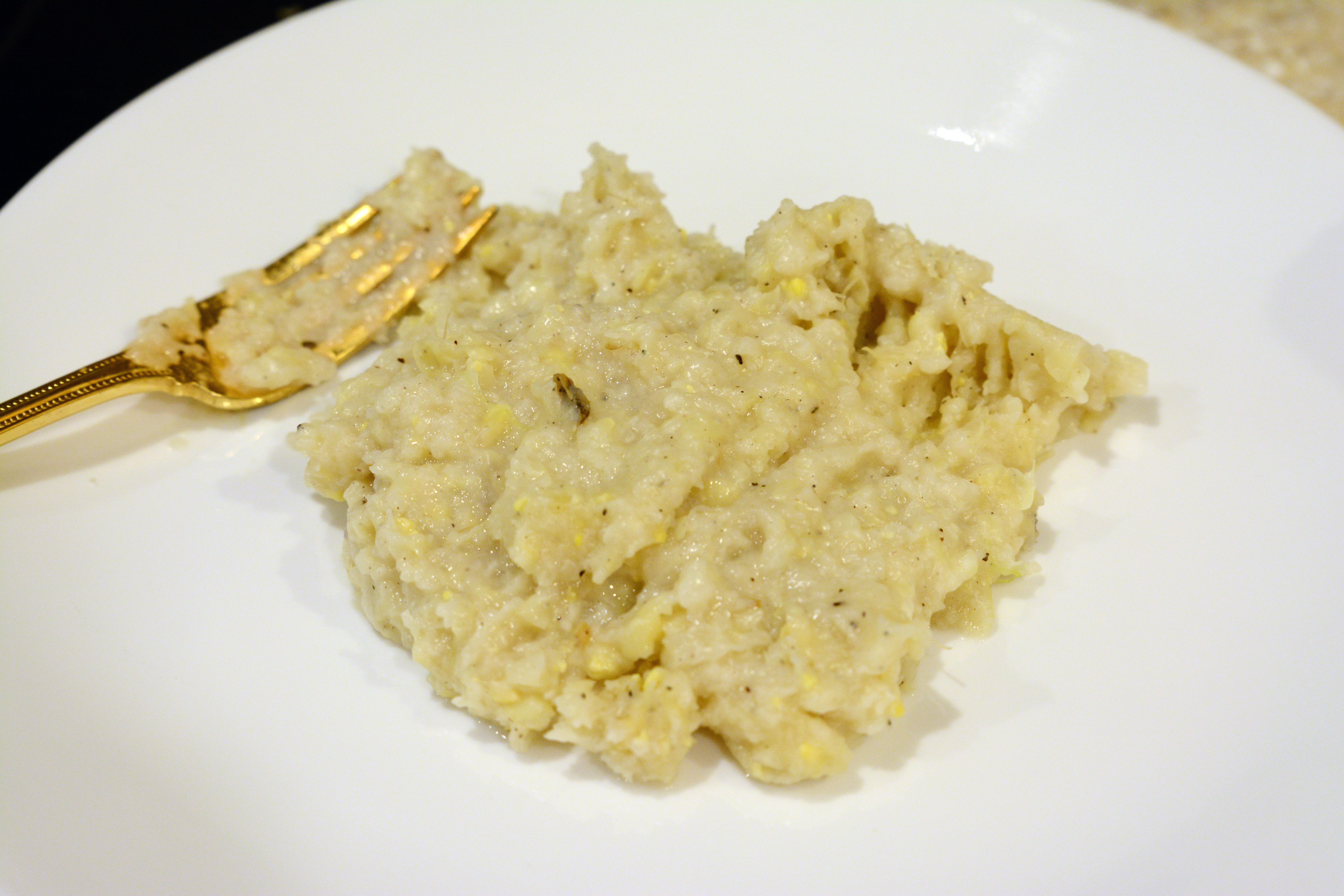
皿に乗せたクリームコーン